# The Haunted
The Haunted är ett svenskt thrash metal-band med inslag av melodisk death metal. Debutalbumet The Haunted gavs ut 1998. Sedan dess har ytterligare sju studioalbum, ett samlingsalbum och tre livealbum getts ut.

## Historia
Bandet bildades 1996 av Patrik Jensen (gitarr), Jonas Björler (bas), Adrian Erlandsson (trummor) från At the Gates och John Zwetsloot från Dissection. Anders Björler (gitarr) från At the Gates ersatte senare Zwetsloot och Peter Dolving (sång) från Mary Beats Jane gick med i bandet ett halvår innan första skivan spelades in i december 1997. The Haunted har tilldelats två grammisar i kategorin "Årets hårdrock" Den första 2000 för albumet The Haunted Made Me Do It och den andra 2003 för albumet One Kill Wonder.

## 2008–
Albumet Versus gavs ut 17 september 2008 i Sverige och veckan efter i övriga Europa. I USA släpptes albumet i oktober. Den 13 augusti lades den första singeln, "Moronic Colossus", ut på bandets Myspace. I mars 2009 gav Earache Records ut ett samlingsalbum med två CD, kallat Warning Shots. 
I januari 2011 meddelade The Haunted att deras sjunde studioalbum, Unseen, skulle ges ut i slutet av mars. Bandet uppträdde på P3 Guld-galan 22 januari 2011, där de spelade låten "No Ghost" från det kommande albumet. Den 28 januari publicerades låtlistan och omslagsbilden till albumet. Albumet släpptes den 16 mars.
Den 29 februari 2012 meddelade Peter Dolving via sin Facebook-sida att han återigen lämnar The Haunted och i oktober samma år meddelade även gitarristen Anders Björler och trummisen Per Möller Jensen att de lämnar bandet. I oktober inledde Anders Björler ett soloprojekt som sägs vara inspirerat av italiensk filmmusik, postrock, ambient, progressive rock, jazz och svensk folkmusik.
Den 26 juni 2013 kom The Haunted ut med nyheten med att de rekryterat tre nya medlemmar, Marco Aro, Adrian Erlandsson och Ola Englund. Både Aro och Erlandsson har spelat i The Haunted tidigare, mellan 1999 och 2003 respektive 1996–1999.

## Medlemmar
Nuvarande medlemmar
- Marco Aro – sång (1999–2003, 2013–)
- Patrik Jensen – gitarr (1996–) (Gitarrist från Linköping som även spelar i Witchery. Han har tidigare även spelat i Satanic Slaughter, Orchriste och Seance.)
- Jonas Björler – basgitarr (1996–) (född 1973, spelade även i At the Gates.)
- Ola Englund – gitarr (2013–)
- Adrian Erlandsson – trummor, slagverk (1996–1999, 2013–)

Tidigare medlemmar
- Anders Björler – gitarr (1996–2001, 2002–2012) (född 1973, även gitarrist i At the Gates.)
- Per Möller Jensen – trummor, slagverk (1999–2012) (född 1973)
- Peter Dolving – sång (1997–1998, 2003–2012)
- John Zwetsloot – gitarr (1996)
- Ole Öhman – trummor, slagverk (1997)

Turnerande medlemmar
- Marcus Sunesson – gitarr (2001–2002)
- Mike Wead – gitarr (2001)
- Victor Brandt – basgitarr (2019)

Bildgalleri

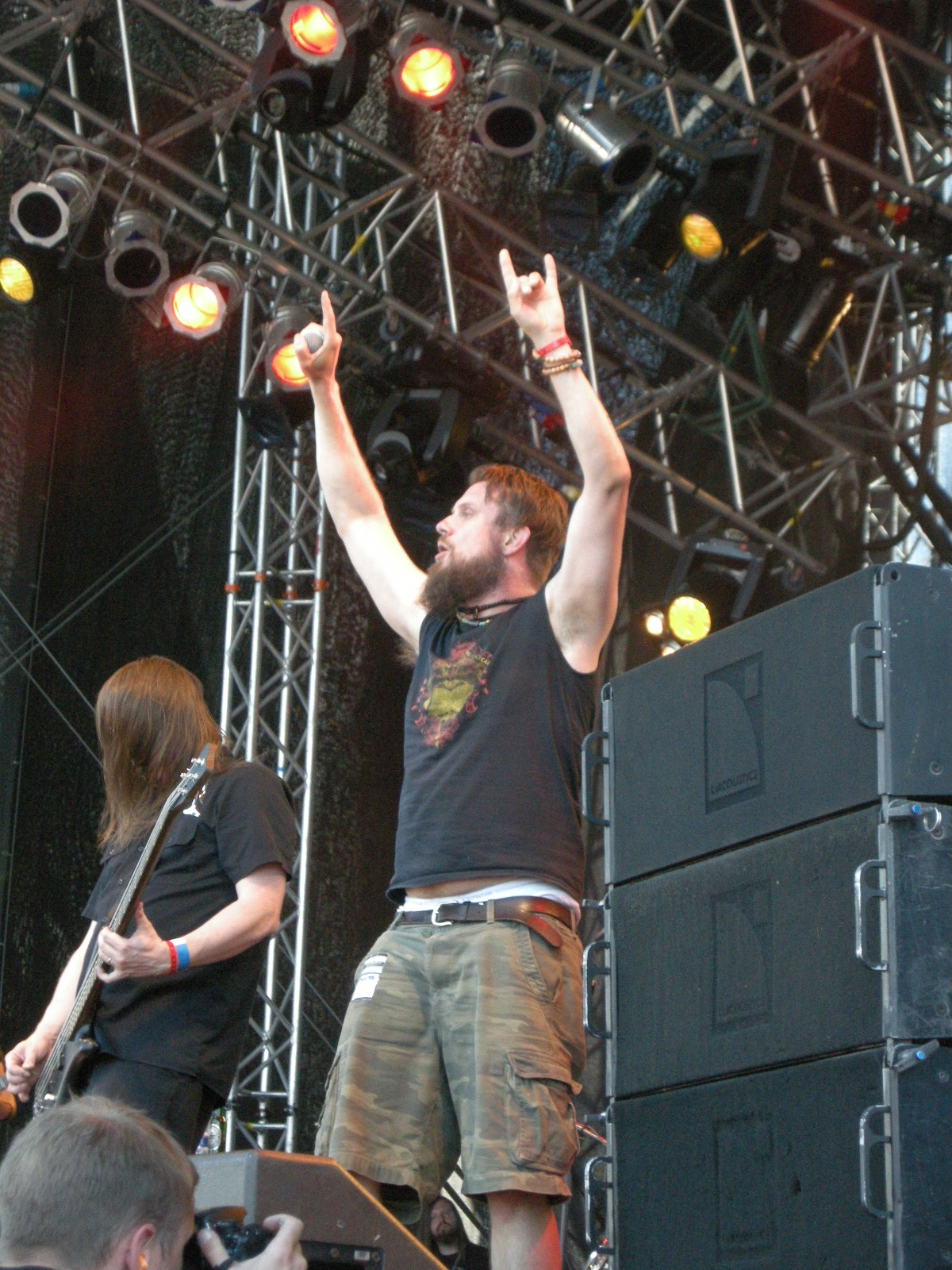
Peter Dolving, sångare, på Metaltown 2009.
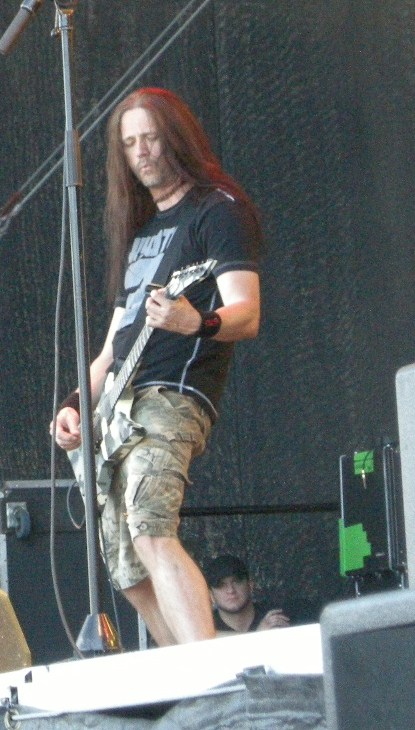
Patrik Jensen, gitarrist, på Metaltown 2009.
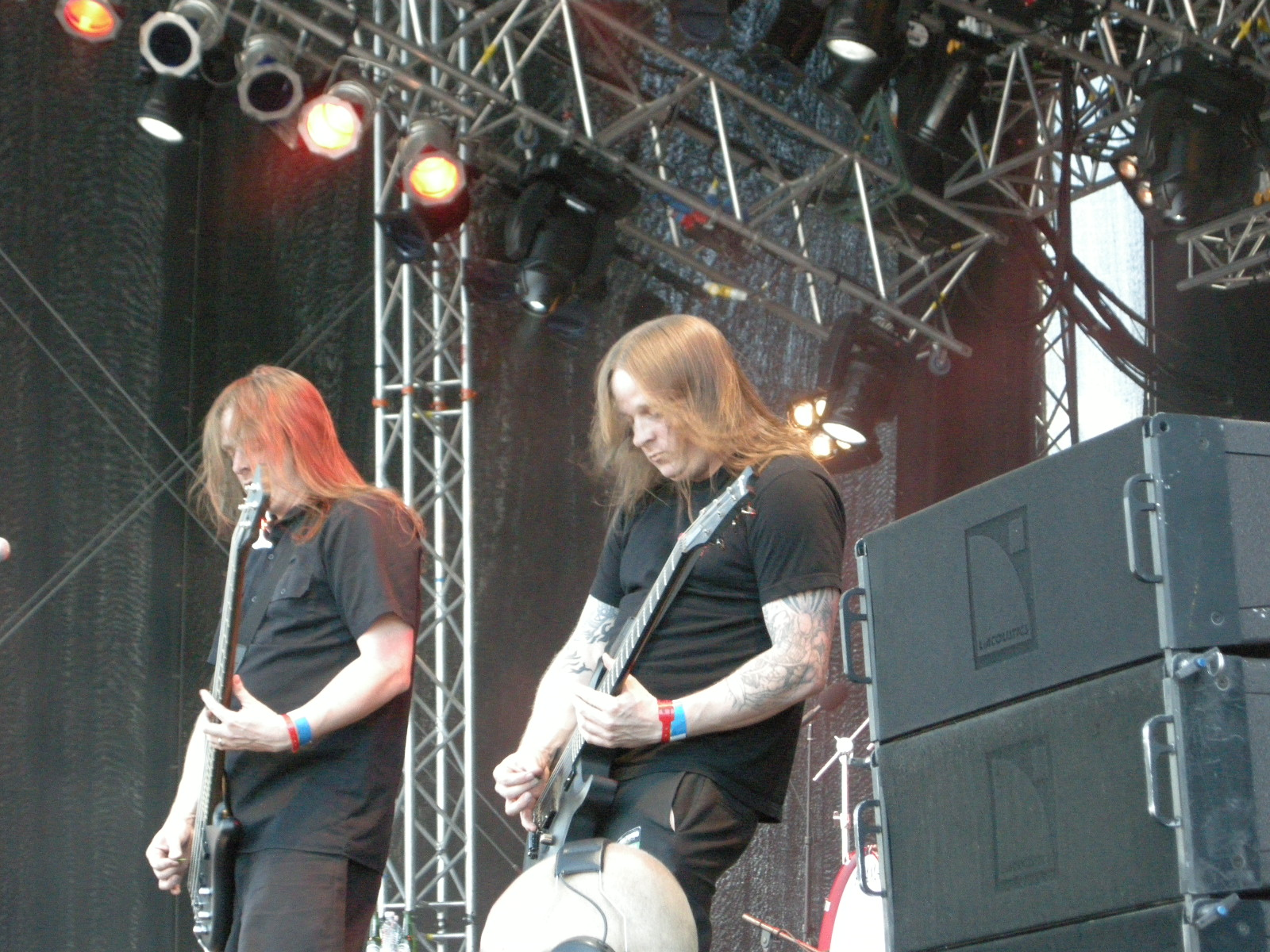
Bröderna Björler, basist och gitarrist, på Metaltown 2009.
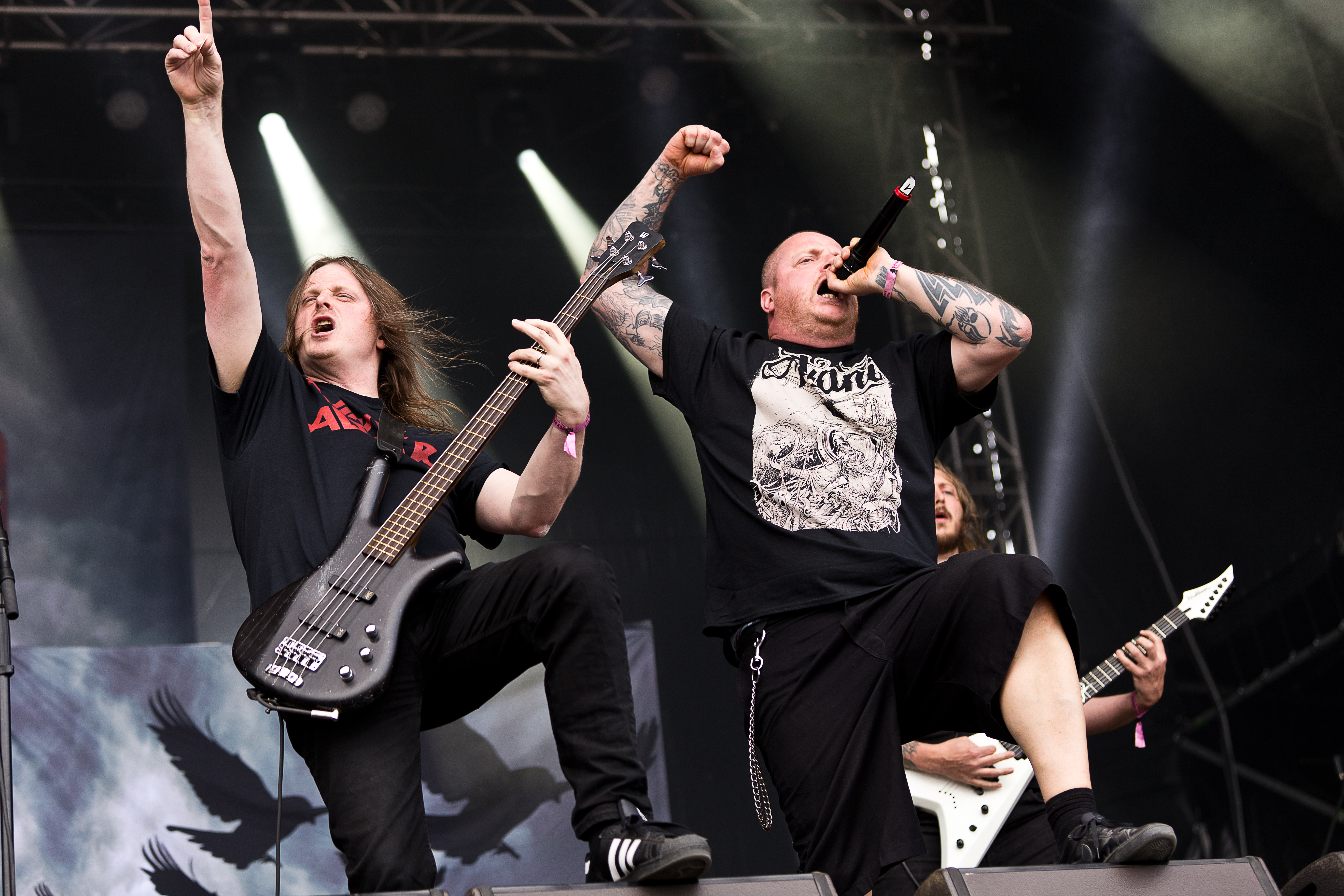
The Hunted vid Rockharz Open Air 2015 i Ballenstedt, Tyskland.

## Diskografi
Studioalbum
- 1998 – The Haunted
- 2000 – The Haunted Made Me Do It
- 2003 – One Kill Wonder
- 2004 – Revolver
- 2006 – The Dead Eye
- 2008 – Versus
- 2011 – Unseen
- 2014 – Exit Wounds
- 2017 – Strength In Numbers

Livealbum
- 2001 – Live Rounds in Tokyo
- 2010 – The Haunted (Live in Malmö)
- 2010 – Road Kill

EP
- 2014 – Eye of the Storm

Singlar
- 2006 – "The Medication & The Drowning"

Samlingsalbum
- 2009 – Warning Shots

Video
- 2010 – Road Kill (DVD)

Annat
- 2005 – God Forbid / Manntis / The Haunted (delad album)
- 2005 – Tsunami Benefit (delad EP: The Haunted / Napalm Death / Heaven Shall Burn)